# Pheugopedius
Pheugopedius – rodzaj ptaków z rodziny strzyżyków (Troglodytidae).

## Rozmieszczenie geograficzne
Rodzaj obejmuje gatunki występujące w Ameryce.

## Morfologia
Długość ciała 12,5–16 cm, masa ciała 9–36 g.

## Systematyka
Rodzaj zdefiniował w 1850 roku niemiecki ornitolog Jean Cabanis w publikacji własnego autorstwa poświęconej katalogowemu spisowi ptaków zebranych przez Ferdinanda Heinego, ze zbiorów Museum Heineanum. Gatunkiem typowym jest (późniejsze oznaczenie) strzyżal wąsaty (C. genibarbis).

### Etymologia
Pheugopedius: gr. φευγω pheugō ‘unikać’; πεδιον pedion ‘otwarta przestrzeń, równina, pole’, od πεδον pedon ‘ziemia’, od πους pous, ποδος podos ‘stopa’.

### Podział systematyczny
Takson wyodrębniony z Thryothorus. Do rodzaju należą następujące gatunki:
- Pheugopedius fasciatoventris  (Lafresnaye, 1845) – strzyżal czarnobrzuchy
- Pheugopedius coraya (Gmelin,JF, 1789) – strzyżal ciemnolicy
- Pheugopedius genibarbis (Swainson, 1838) – strzyżal wąsaty
- Pheugopedius mystacalis (Sclater, P.L., 1860) – strzyżal białobrewy
- Pheugopedius euophrys (Sclater, P.L., 1860) – strzyżal rdzawogrzbiety
- Pheugopedius eisenmanni (Parker,TA & O’Neill, 1985) – strzyżal inkaski
- Pheugopedius atrogularis (Salvin, 1865) – strzyżal czarnogardły
- Pheugopedius spadix Bangs, 1910 – strzyżal rdzawobrzuchy
- Pheugopedius felix (Sclater, P.L., 1860) – strzyżal płowy
- Pheugopedius sclateri (Taczanowski, 1879)  – strzyżal plamisty
- Pheugopedius rutilus  (Vieillot, 1819) – strzyżal epifitowy
- Pheugopedius maculipectus  (Lafresnaye, 1845) – strzyżal pstry